# El Alamein
El Alamein (arabiska: العلمين, al-Alamayn) är en stad längs Medelhavets kust i nordvästra Egypten. Folkmängden uppgår till cirka 7 000 invånare. Den ligger cirka 100 km väster om Alexandria och är i dag en viktig hamn för utskeppning av olja. Ett vidsträckt grindsamhälle har vuxit upp längs en kuststräcka på några mil från El Alamein, i huvudsak för välbeställda turister.

## Historia
El Alamein är speciellt känt för två slag under andra världskriget: 
- Första slaget vid el-Alamein (1 juli - 27 juli 1942)
- Andra slaget vid el-Alamein (23 oktober - 3 november 1942)